# ×Rhynchosophrocattleya
×Rhynchosophrocattleya (ринхософрокаттлея) — гибридный род семейства Орхидные, или Ятрышниковые (Orchidaceae).
Аббревиатура родового названия в промышленном и любительском цветоводстве — Rsc.
Создан путём искусственной гибридизации между видами трех родов: Rhyncholaelia, Sophronitis и Cattleya.
До переноса нескольких видов рода Laelia в род Sophronitis и некоторых видов, ранее относящихся к роду Brassavola, в род Rhyncholaelia, многие грексы рода ×Rhynchosophrocattleya относились к ×Brassolaeliocattleya (аббревиатура — Blc.).

## Биологическое описание
Растения от среднего до крупного размера.
Побег симподиального типа.
Псевдобульбы около 20 см длиной, уплощённые.
Листья зелёные, суккулентные.
Цветки, как правило, крупные, у некоторых грексов обладают приятным ароматом.

## В культуре
Температурная группа — от умеренной до тёплой.
Род активно используется в гибридизации.
Агротехника
- См. статью: Каттлея

## Распространенные в культурегрексы
- ×Rhynchosophrocattleya Ports of Paradise
- ×Rhynchosophrocattleya Iroquois Trail
- ×Rhynchosophrocattleya Pastoral